# شهرستان بورهکابا
شهرستان بورهکابا یک منطقهٔ مسکونی در سومالی است که در بای (سومالی) واقع شده‌است.